# 海外三十六国
海外三十六国是《淮南子·墬形训》记载的三十六个异国的统称。传说中的三十六国包括其中的国民也出现在《山海经》、《镜花缘》及《三才圖會》等書籍中。

## 文獻記載
《淮南子·墬形訓》中簡要地記述了關於海外三十六國，其中原文當中所陳述的「海外三十五國」應為誤筆。
凡海外三十五國，自西北至西南方，有修股民、天民、肅慎民、白民、沃民、女子民、丈夫民、奇股民、一臂民、三身民；自西南至東南方，結胸民、羽民、歡頭國民、裸國民、三苗民、交股民、不死民、穿胸民、反舌民、豕喙民、鑿齒民、三頭民、修臂民；自東南至東北方，有大人國、君子國、黑齒民、玄股民、毛民、勞民；自東北至西北方，有跂踵民、句嬰民、深目民、無腸民、柔利民、一目民、無繼民。
除了「天民」、「裸國民」及「豕喙民」外，其餘三十三國可見於《山海經》中。

## 地理位置
根據《淮南子·墬形訓》對照《山海經》的記載，可得「自西北至西南方」對應〈海外西經〉，「自西南至東南方」對應〈海外南經〉，「自東南至東北方」對應〈海外東經〉，「自東北至西北方」對應〈海外北經〉。〈墬形訓〉對於海外三十六國的順序起自西北以逆時針方向排序，《山海經》相對較於無順序。

## 列表
| 西北至西南 | 西南至東南 | 東南至東北 | 東北至西北 |
| ---------- | ---------- | ---------- | ---------- |
| 長股國     | 結匈國     | 大人國     | 跂踵國     |
| 天民國     | 羽民國     | 君子國     | 拘纓國     |
| 肅慎國     | 讙頭國     | 黑齒國     | 深目國     |
| 白民國     | 裸民國     | 玄股國     | 無腸國     |
| 沃民國     | 三苗國     | 毛民國     | 柔利國     |
| 女子國     | 交脛國     | 勞民國     | 一目國     |
| 丈夫國     | 不死國     |            | 無啓國     |
| 奇肱國     | 貫匈國     |            |            |
| 一臂國     | 岐舌國     |            |            |
| 三身國     | 豕喙國     |            |            |
|            | 鑿齒國     |            |            |
| 三首國     |            |            |            |
| 長臂國     |            |            |            |

## 註腳
1. ↑  墬，古「地」字。
2. ↑  《山海經·海外西經》：「海外自西南陬至西北陬者。」
3. ↑  《山海經·海外南經》：「海外自西南陬至東南陬者。」
4. ↑  《山海經·海外東經》：「海外自東南陬至東北陬者。」
5. ↑  《山海經·海外北經》：「海外自東北陬至西北陬者。」